# Francis Crick
Francis Harry Compton Crick (8. června 1916 Northampton – 28. července 2004 La Jolla) byl britský molekulární biolog, fyzik a neurovědec, který ve spolupráci s Jamesem Watsonem objevil v roce 1953 strukturu DNA, za což ještě společně s Mauricem Wilkinsem dostali v roce 1962 Nobelovu cenu za fyziologii a medicínu.

## Život a dílo
Vyrůstal v malé vesnici Weston Fawell nedaleko Northamptonu, kde otec a strýc vedli rodinnou továrnu na boty. Už v dětství se rozhodl pro vědeckou dráhu a od čtrnácti let studoval matematiku, fyziku a chemii na střední škole Mill Hill v Londýně. Pokračoval na univerzitě, kterou dokončil v roce 1937 s titulem bakaláře.  V rámci doktorandského studia pracoval v laboratořích v Cambridgi a Londýně. Už během studií získal několik cen v oboru fyziky.
Za 2. světové války se podílel na vývoji magnetických a akustických min (viz námořní mina).V roce 1947 začal studovat biologii na univerzitě v Cambridgi. Horace Judson o něm uvádí: Důležitým důvodem, proč se Crick přeorientoval na biologii, bylo to, že byl atheistou a že si nedočkavě přál vrhnout světlo na zbývající stinná hájemství vitalistických iluzí. Crickův přechod od fyziky k biologii byl ovlivněn jak Linusem Paulingem, tak Erwinem Schrödingerem. V roce 1949 se zapojil do vědeckého výzkumu v Cavendishově laboratoři, kterou vedl William L. Bragg. Crick se zajímal o dva základní nevyřešené problémy biologie: jak molekuly přecházejí z neživého do živého a jak mozek vytváří vědomou mysl. Zabýval se výzkumem struktury DNA, na kterém pracoval v Londýně jeho přítel Maurice Wilkins. S jeho souhlasem se ve spolupráci s mikrobiologem Jamesem Watsonem pokoušeli vytvořit správný molekulární model spirálové struktury DNA. Pomocí rentgenových difrakčních studií DNA provedených Wilkinsem a rentgenových difrakčních snímků vytvořených Rosalind Franklinovou byli Watson a Crick schopni sestavit molekulární model DNA. V dubnu 1953 zveřejnili v týdeníku Nature svůj objev dvojité šroubovice, který vysvětlil i genetické funkce. V roce 1954 Crick získal doktorát za práci s názvem Rentgenová difrakce: polypeptidy a proteiny. Za tuto a následující práci jim byla společně s Wilkinsem v roce 1962 udělena Nobelova cena za fyziologii a medicínu. V Cambridgi Crick pracoval až do roku 1976.
V letech 1953–1954 Crick pobýval v USA, působil na polytechnice v Brooklynu a přednášel na Harvardově univerzitě, navštívil další americké laboratoře.
Ve druhé polovině padesátých let se Crick více soustředil na biochemii a genetiku. Zabýval se zkoumáním procesu syntézy bílkovin, definoval klíčové rysy tohoto procesu. Podařilo se mu úspěšně přečíst genetický kód. V roce 1958 formuloval Centrální dogma molekulární biologie. Stál u zrodu nového vědního oboru molekulární biologie.  Jeho kniha Of Molecules and Men (1966) pojednává o důsledcích revoluce v molekulární biologii.
Roku 1976 se přestěhoval do Kalifornie. V letech 1977 až 2004 působil jako profesor na univerzitě v La Jolle. Byl také profesorem biologie, chemie a psychologie na Kalifornské univerzitě v San Diegu. Zabýval se hypotézou panspermie. V osmdesátých letech se Crick věnoval svému dalšímu zájmu, neurovědě. V závěrečné fázi své kariéry navázal Crick spolupráci s Christofem Kochem, což vedlo k publikaci série článků o vědomí v období od roku 1990 do roku 2005. Kniha Věda hledá duši (The Astonishing Hypothesis: The Scientific Search For The Soul,1994) byla vydána v češtině roku 1997. Jde o populárně vědecký výklad o vztahu mozku a vědomí.
Krátce po Crickově smrti se vyrojila tvrzení, že ho k myšlence šroubovicové struktury DNA přivedlo užívání LSD. Ačkoliv je téměř jisté, že LSD užíval, velmi pravděpodobně to bylo až po roce 1953, kdy byly publikovány zásadní objevy struktury DNA.

### Osobní život
Crick se poprvé oženil v roce 1940 s Ruth Doreen Doddovou, měli syna Michaela. Rozvedli se v roce 1947. V roce 1949 si Crick vzal Odile Speedovou, s níž měl dvě dcery. Žili ve městě La Jolla v Kalifornii, v domě nazvaném Zlatá šroubovice.
Crick zemřel na rakovinu tlustého střeva 28. července 2004 v nemocnici v La Jolle. Jeho popel byl rozptýlen do Tichého oceánu.
V roce 2013 dali Creekovi dědicové v New Yorku do dražby jeho nobelovskou plaketu. Část výtěžku z aukce měla být věnována Institutu Francise Creeka, založenému v Londýně v roce 2010 na podporu biomedicinského výzkumu.

## Ocenění
V roce 1962 obdrželi Crick, Wilkins a Watson Nobelovu cenu za fyziologii a medicínu za prostorový model DNA. V roce 1960 Crick obdržel cenu Alberta Laskera za základní lékařský výzkum, v roce 1961 Prix Charles-Léopold Mayer, v roce 1962 mezinárodní cenu Gairdnerovy nadace, v roce 1966 Mendelovu medaili a v roce 1972 Královskou medaili Královské společnosti. V roce 1962 byl zvolen do Americké akademie umění a věd, v roce 1969 členem Leopoldiny a Národní akademie věd. Americká filozofická společnost, jejímž členem byl od roku 1972, mu v roce 2001 udělila medaili Benjamina Franklina. V roce 1978 se stal členem Francouzské akademie věd v Paříži.